# Ares V
كان اريس 5 Ares V صاروخا حاملا يجري تطويره من مجموعة صواريخ آريس. وكان في الأصل مصمما لحمل وحدة هبوط على القمر تسمى الطير (مركبة هبوط على القمر) ، وكان الصاروخ مصمما أيضا للقيام ببعثات فضائية من دون رواد فضاء. وطبقا لتصميمه الحالي يكون في استطاعة أريس 5 حمل 188 طن وتوصيلها إلى مدار منخفض حول الأرض، أو 71 طن إلى القمر. هذا الصاروخ واخيه الصاروخ اريس 1 يشكلان جزءا من برنامج كونستليشن الذي وضعته ناسا، وفي 1 فبراير 2010 قامت ناسا بإلغاء هذا البرنامج.
كان من المفترض أن يكون أريس 5 الغير مأهول مكملا لأخيه الأصغر منه اريس 1 الذي كان مصمما لحمل 4 - 6 رواد فضاء على المركبة الفضائية أوريون. وكان الصاروخان يعتبران أكثر أمنا من مكوك الفضاء، وكانا مصممان لمتابعة برنامج أبولو وبرنامج رحلات المكوك والصاروخ دلتا 4.
,. ولكن بعد أن قامت ناسا بإلغاء برنامج كونستليشن في عام 2010، أفصحت ناسا في سبتمبر 2011 عن نظام اقلاع فضائي ليكون دعامتها للقيام ببعثات مأهولة خارج المدارات الأرضية. في نفس الوقت عملت ناسا على أن يكون نقل رواد الفضاء إلى المحطة الفضائية الدولية ونقل المؤونة والعتاد من شأن شركات تجارية فضائية، تتعاقد ناسا معها بغرض خفض النفقات.

## التقنية

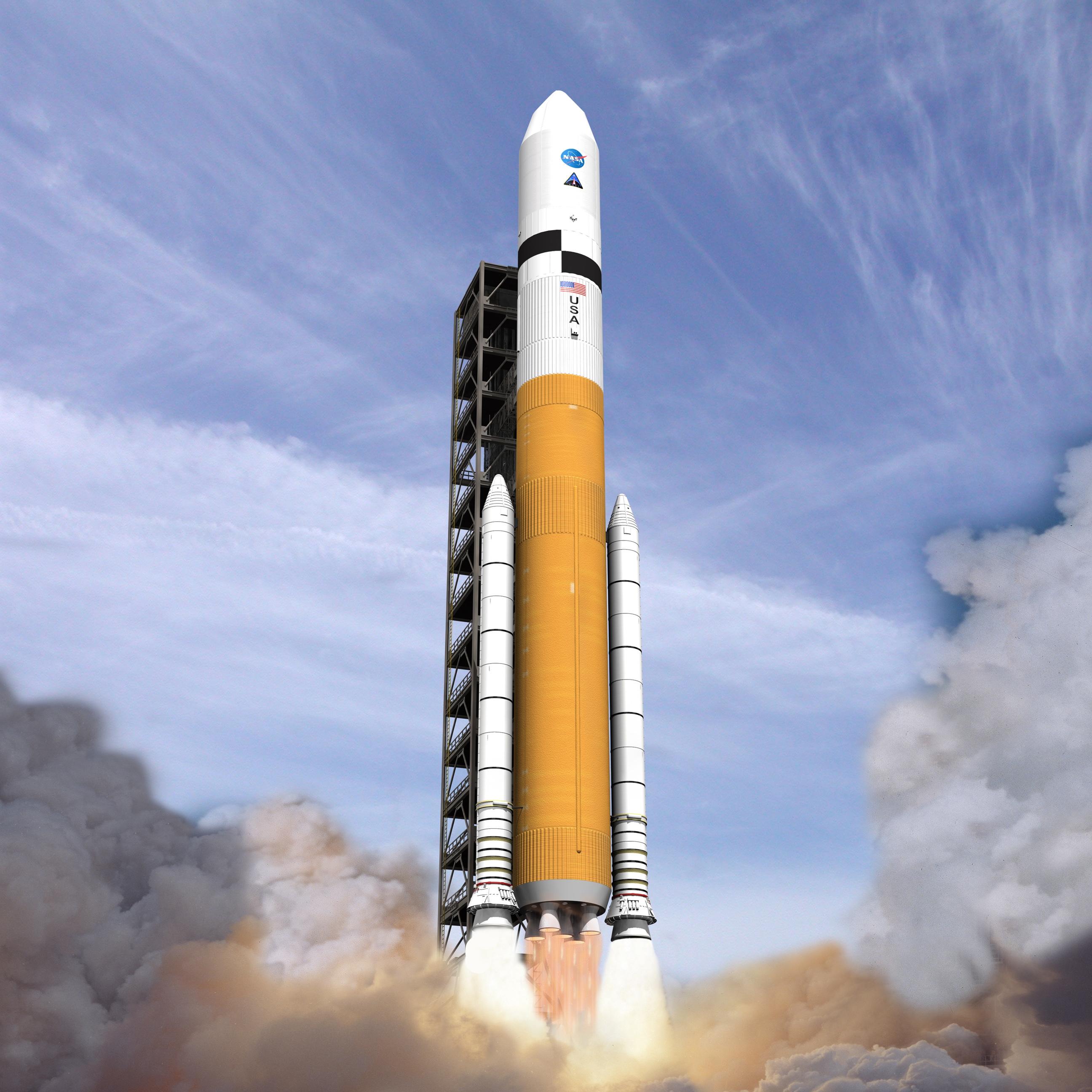
انطلاق Ares V (صورة تخيلية بالحاسوب)

تتكون أريس 5 من مرحلتين صاروخيتين، تعمل كلاهما بالهيدروجين المسال أكسجين المسال.وتستخدم المرحلة الأولى للصاروخ هذا النوع من الوقود لتغذية 6 محركات صاروخية من نوع RS68B وتدعمها صاروخان دعم يعملان بالوقود الصلب مثلما كان في مكوك الفضاء. خلال الدقيقتين لعملهما يحرقان وقود مركب من بركلورات الأمونيوم، وهو مخلوط بستخدم البركلورات الأمونيوم كمؤكسد والألمونيوم كوقود. ويمكن استعادة صاروخي الدعم بعد الإقلاع لاستخدامهما في اقلاعات أخرى.
خزان الوقود لصاروخ اريس 5 يشبه في هيأته الخزان الخارجي الكبير لمكوك الفضاء، ولكن قطره أكبر، بحيث يتسع لاحتواء كمية وقود أكبر. تصنع الصاروخان الداعمان في شركة «أليانت تيك سيستمز» بالقرب من مدينة بريغهام سيتي أوتا كما تتم صيانتها هناك. وتصنع المحركان RS68B
في مصانع «برات آند ويتني روكيت داين».

## مكان الإقلاع
منصة الإقلاع المخطط هو منصة الإقلاع 39 إيه، في مركز كينيدي للفضاء.

## اقرأ أيضا
- نظام إقلاع للفضاء
- آريس 1
- فالكون 9
- فالكون 1
- مشروع جيميني
- صاروخ آريس
- الطير (مركبة هبوط على القمر)
- H3 (صاروخ)